# NEVER SAY GOODBYE -ある愛の軌跡-
『NEVER SAY GOODBYE』-ある愛の軌跡-（ネバー・セイ・グッドバイ あるあいのきせき）は、宝塚歌劇団で上演されたミュージカル作品である。作・演出は小池修一郎。

## 概説
2006年当時の宙組主演コンビ和央ようか・花總まりの退団公演。
使用楽曲をアメリカのミュージカル作曲家、フランク・ワイルドホーンが全曲書き下ろして話題になった。
オリジナルミュージカルの発信が同歌劇団の興行の柱だが、作曲はアメリカ人作曲家、台本・歌詞・演出は日本人演出家が各自担当する日米合作は、同歌劇団初の大型企画であった。
- 歌劇団の人気の牽引役を担ってきた和央たちの功に対し、歌劇団がワイルドホーンを招いて準備した最後の花道であったこと
- 前年末、舞台上での事故で負傷・入院した和央の復帰公演でもあったこと
- 第92期生初舞台公演となっていたこと

上記の要因などからも、チケット入手は困難を極めた。
1936年に勃発したスペイン内戦を背景に、写真家と劇作家との愛を描く。
2006年読売演劇大賞優秀作品賞受賞。
この作品をきっかけとして、2015年に和央ようかはフランク・ワイルドホーンと結婚している。

## 上演データ

### 2006年
宙組で上演された。2006年3月24日から5月8日（新人公演は4月11日）に宝塚大劇場、同年5月26日から7月2日（新人公演は6月6日）に東京宝塚劇場で上演された。
形式名は「ミュージカル」。2幕30場。作・演出は小池修一郎。

### 2022年
宙組で上演。2022年2月28日から3月14日まで（新人公演は3月1日)宝塚大劇場で、同年4月2日から5月1日まで（新人公演は4月14日)東京宝塚劇場で上演。
形式名は「ミュージカル」。作・演出は小池修一郎。

## あらすじ
主人公ジョルジュはポーランドの寒村の生まれ。故郷を飛び出した後写真のもつ可能性を知り、苦学して写真家養成学校を卒業。写真家デビューを果たし、パリの風俗写真集で評価を高め、有名写真家として活躍していた。
ある時、女優・エレンとジョルジュは、ハリウッドで開かれたエレンの主演映画「スペインの嵐」制作発表パーティーへ出席する。
パーティーの最中、映画の原作者である劇作家・キャサリンが乗り込み、自分の戯曲が映画化によって改悪された、と映画関係者に製作中止を要求する。その現場をジョルジュがカメラに収めた。撮影に怒ったキャサリンはジョルジュに、フィルムをもらうまでさよならは言わないと言い放つ。その日の深夜、キャサリンはジョルジュの宿泊する部屋に押しかけ、フィルムを奪おうとするが、そこにはジョルジュが撮影した数々の写真があり、ジョルジュは「デラシネ（フランス語で根無し草）」として生きてきた人生を語り、2人は惹かれ合うようになる。
映画の本格的な撮影がはじまり、撮影隊もスペイン・バルセロナへやってくる。またバルセロナで開催予定の人民オリンピックの取材のため、ジョルジュもスペインに到着していた。また、作家としてモスクワに招待されていたキャサリンも、その道中でスペインに立ち寄っており、ジョルジュと再会する。
しかし、スペイン内戦が勃発。人民オリンピックも中止されてしまう。エレンはジョルジュに今すぐアメリカに帰ろうと言うが、ジョルジュはスペインがどうなるか自分の目で見届けるため、キャサリンと共にスペインに残る。
また、闘牛の中心地であるセビリアがファシストの手に落ちる。バルセロナ出身で闘牛士のヴィセントは、仲間がセビリアに帰って行くのに対し、「二度とマタドールと呼ばれることはなくても、自分の故郷がファシストの手に落ちるのを黙って見ていられない」とバルセロナに残ることを決意。そして人民オリンピックの参加者から成る、多国籍の「センチュリア・オリンピアーダ」の仲間や市民たちと、ファシストと戦うため訓練を重ねる。
しかし統一社会党（PSUC）幹部であるフランシスコ・アギラールやコマロフら社会主義勢力はキャサリンを拉致して、彼女に睡眠薬を注射し、自分たちの思うままに操ろうとする。アギラールはキャサリンを自分のものにしようとしていたのだ。おまけにバルセロナ伝統の祭りである、ドラゴンのいけにえに差し出された王女を救った伝説の騎士サン・ジョルディの祭りを悪用して、ストーリーを自分たちに都合のいいように書き換えようとしていた。それを知ったジョルジュはキャサリンを救出する。
「あの女（キャサリン）を追いかけるのはやめろ」というコマロフに対しアギラールは「俺に指図するな」と言い放つ。そしてセンチュリア・オリンピアーダの一員であるタリックに自白剤を飲ませ、ジョルジュ達の居場所を突き止めたアギラール。しかしコマロフの裏切りにより命を落とす。
そのころ、市民たちはPSUCとPOUM（統一労働者党）に分かれ撃ち合っていた。
内戦の現場に遭遇したジョルジュは、こんな状況の中でも希望を失わず、自由を守るために必死に戦う民衆に心打たれる。彼は本当にやりたい事にようやくめぐり合った、と多国籍義勇軍に参加を決意。死を覚悟したジョルジュはキャサリンにフィルム託し、彼女に解説付きの写真集を出版してスペインの現実を世界に伝えてほしいと頼む。そして二人は、別れる決意をする。

## 主なスタッフ

### 2006年(スタッフ)
- 作・演出：小池修一郎
- 作曲：フランク・ワイルドホーン
- 音楽監督・編曲：太田健
- 編曲：鞍富真一
- 振付：羽山紀代美、前田清実、御織ゆみ乃、若央りさ、島崎徹
- 装置：大橋泰弘
- 衣装：有村淳
- 照明：勝柴次朗
- 歌唱指導：楊淑美
- 映像：奥秀太郎
- 制作：横山卓之

### 2022年(スタッフ)[6]
- 作・演出：小池修一郎
- 作曲：フランク・ワイルドホーン
- 音楽監督・編曲：太田健
- 編曲：青木朝子
- 音楽指揮：佐々田愛一郎、西野淳
- 振付：御織ゆみ乃、若央りさ、島崎徹、桜木涼介、KAORIalive、鈴懸三由岐
- 装置：大橋泰弘
- 衣装：有村淳
- 照明：勝柴次朗
- 音響：大坪正仁
- 小道具：市川ふみ
- 歌唱指導：ちあきしん、KIKO
- 映像：石田肇
- カラーガード指導：AIMACHI
- 演出通訳：薛珠麗
- 制作・著作：宝塚歌劇団
- 主催：阪急電鉄株式会社

## 出演者一覧

### 2006年(出演者一覧)
- 和央ようか[7]
- 美郷真也[7]
- 寿つかさ[7]
- 鈴奈沙也[7]
- 花總まり[7]
- 彩苑ゆき[7]
- 初嶺麿代[7]
- 毬穂えりな[7]
- 大和悠河[7]
- 夢大輝[7]

- 貴羽右京[7]
- 美風舞良[7]
- 遼河はるひ[7]
- 月丘七央[7]
- 天羽珠紀[7]
- 紫城るい[7]
- 悠未ひろ[7]
- 夏大海[7]
- 珠洲春希[7]
- 月城美咲[7]

- 風莉じん[7]
- 織花なるみ[7]
- 美羽あさひ[7]
- 十輝いりす[7]
- 音乃いづみ[7]
- 七帆ひかる[7]
- 大海亜呼[7]
- 天翔ゆうり[7]
- 純あいら[7]
- 和涼華[7]

- 鮎瀬美都[7]
- 和音美桜[7]
- 八雲美佳[7]
- 咲花杏[7]
- 早霧せいな[7]
- 華凜もゆる[7]
- 朋夏朱里[7]
- 美牧冴京[7]
- 葉室ちあ理[7]
- 花影アリス[7]

- 春風弥里[7]
- 綾音らいら[7]
- 花露すみか[7]
- 鳳翔大[7]
- 真央あきと[7]
- 蓮水ゆうや[7]
- 麻音颯斗[7]
- 凪七瑠海[7]
- 暁郷[7]
- 妃宮さくら[7]

- 舞姫あゆみ[7]
- 白峰さゆり[7]
- 香翔なおと[7]
- 愛花ちさき[7]
- 七海ひろき[7]
- 萌野りりあ[7]
- 雅桜歌[7]
- 花音舞[7]
- 鳳樹いち[7]
- 美影凜[7]

- 琴羽桜子[7]
- 風羽玲亜[7]
- 千鈴まゆ[7]
- 光海舞人[7]
- 彩羽真矢[7]
- 天風いぶき[7]
- 咲真たかね[7]
- 藤咲えり[7]
- 花里まな[7]
- 天玲美音[7]

- 澄輝さやと[7]
- 綾瀬あきな[7]
- 笹良える[7]
- 舞花くるみ[7]
- 花菜響子[7]
- 紫咲大佳[7]
- 颯舞音桜[7]
- 百千糸（東京のみ）[8]
- 松風輝（東京のみ）[8]
- 天輝トニカ（東京のみ）[8]

- すみれ乃麗（東京のみ）[8]
- 天咲千華（東京のみ）[8]
- 月映樹茉（東京のみ）[8]
- 夢莉みこ（東京のみ）[8]
- 紗羽優那（東京のみ）[8]
- 安里舞生（東京のみ）[8]
- 千紗れいな（東京のみ）[8]

- 立ともみ（専科所属）[7]
- 磯野千尋（専科所属）[7]

## 初舞台生・口上日程（2006年・宝塚公演）
※出典は宝塚公式の主な配役
- 3月24日（金）15:00 - 百千糸・真瀬はるか・美春あやか
- 3月25日（土）

11:00 - 日高大地・白百合ひめ・初花美咲
15:00 - 鳳月杏・花織千桜・真愛涼歌
- 3月26日（日）

11:00 - 貴澄隼人・若夏あやめ・透水さらさ
15:00 - 笙乃茅桜・月野姫花・蘭乃はな
- 3月27日（月）13:00 - 貴月美礼・天咲千華・夢莉みこ
- 3月28日（火）13:00 - 真瀬はるか・美春あやか・鞠花ゆめ
- 3月29日（水）- 休演日
- 3月30日（木）

11:00 - 神房佳希・松風輝・紗羽優那
15:00 - 千紗れいな・天輝トニカ・真風涼帆
- 3月31日（金）13:00 - 紫月音寧・妃白ゆあ・花輝真帆
- 4月1日（土）

11:00 - 天咲千華・銀華水・大澄れい
15:00 - 彩凪翔・愛那結梨・舞乃ゆか
4月2日（日）	
11:00 - 貴澄隼人・月野姫花・笙乃茅桜
15:00 - 千海華蘭・真那春人・凛城きら
- 4月3日（月）13:00 - 輝咲玲央・すみれ乃麗・花織千桜
- 4月4日（火）

11:00 - 風凛水花・月映樹茉・本城くれは
15:00 - 大澄れい・百千糸・真愛涼歌
- 4月5日（水） - 休演日
- 4月6日（木）

11:00 - 剣崎裕歌・煌月爽矢・鳳月杏
15:00 - 花城舞・天真みちる・安里舞生
- 4月7日（金）13:00 - 桃花ひな・瀬稀ゆりと・銀華水
- 4月8日（土）

11:00 - 妃白ゆあ・紗羽優那・天咲千華
15:00 - 真風涼帆・紫月音寧・煌月爽矢
- 4月9日（日）

11:00 - 松風輝・貴月美礼・鞠花ゆめ
15:00 - すみれ乃麗・神房佳希・月映樹茉
- 4月10日（月）13:00 - 月野姫花・舞乃ゆか・愛那結梨
- 4月11日（火）13:00 - 美春あやか・千海華蘭・透水さらさ
- 4月12日（水） - 休演日
- 4月13日（木）

11:00 - 蘭乃はな・彩凪翔・天真みちる
15:00 - 真瀬はるか・初花美咲・桃花ひな
- 4月14日（金）13:00 - 夢莉みこ・凛城きら・剣崎裕歌
- 4月15日（土）

11:00 - 本城くれは・真那春人・安里舞生
15:00 - 百千糸・大澄れい・天輝トニカ
- 4月16日（日）

11:00 - 紫月音寧・日高大地・輝咲玲央
15:00 - 美春あやか・鳳月杏・天真みちる
- 4月17日（月）13:00 - 銀華水・すみれ乃麗・千紗れいな
- 4月18日（火）

11:00 - 真愛涼歌・貴澄隼人・風凛水花
15:00 - 真那春人・笙乃茅桜・花城舞
- 4月19日（水） - 休演日
- 4月20日（木）

11:00 - 花織千桜・真風涼帆・凛城きら
15:00 - 若夏あやめ・妃白ゆあ・白百合ひめ
- 4月21日（金）13:00 - 百千糸・煌月爽矢・松風輝
- 4月22日（土）

11:00 - 松風輝・安里舞生・真瀬はるか
15:00 - 愛那結梨・風凛水花・月映樹茉
- 4月23日（日）

11:00 - 透水さらさ・本城くれは・日高大地
15:00 - 蘭乃はな・輝咲玲央・瀬稀ゆりと
- 4月24日（月）13:00 - 瀬稀ゆりと・千海華蘭・月野姫花
- 4月25日（火）

11:00 - 花輝真帆・天輝トニカ・神房佳希
15:00 - 鳳月杏・初花美咲・貴月美礼
- 4月26日（水） - 休演日
- 4月27日（木）

11:00 - 紗羽優那・彩凪翔・真那春人
15:00 - 安里舞生・蘭乃はな・若夏あやめ
- 4月28日（金）13:00 - 愛那結梨・鞠花ゆめ・紫月音寧
- 4月29日（土）

11:00 - 真瀬はるか・銀華水・彩凪翔
15:00 - 神房佳希・舞乃ゆか・花城舞
- 4月30日（日）

11:00 - 天輝トニカ・花輝真帆・笙乃茅桜
15:00 - 桃花ひな・若夏あやめ・貴月美礼
- 5月1日（月）

11:00 - 本城くれは・透水さらさ・大澄れい
15:00 - 白百合ひめ・日高大地・輝咲玲央
- 5月2日（火） - 休演日
- 5月3日（水）

11:00 - 天咲千華・花城舞・妃白ゆあ
15:00 - 千紗れいな・夢莉みこ・紗羽優那
- 5月4日（木）

11:00 - 凛城きら・剣崎裕歌・真風涼帆
15:00 - 初花美咲・風凛水花・貴澄隼人
- 5月5日（金）13:00 - 天真みちる・真愛涼歌・松風輝
- 5月6日（土）

11:00 - 瀬稀ゆりと・桃花ひな・千海華蘭
15:00 - 舞乃ゆか・千紗れいな・すみれ乃麗
- 5月7日（日）

11:00 - 月映樹茉・夢莉みこ・美春あやか
15:00 - 煌月爽矢・花織千桜・百千糸
- 5月8日（月）13:00 - 蘭乃はな・鞠花ゆめ・透水さらさ

## 主な配役

### 2006年(配役)
※「（）」は新人公演・配役
- ジョルジュ・マルロー：和央ようか（早霧せいな）[10]
- キャサリン・マクレガー／ペギー・マクレガー：花總まり[10]
- キャサリン・マクレガー：（花影アリス）[10]
- ペギー・マクレガー：（妃宮さくら）[10]
- ヴィセント・ロメロ：大和悠河（春風弥里）[10]

- マーク・スタイン：立ともみ（美牧冴京）[10]
- コマロフ：磯野千尋（暁郷）[10]
- パオロ・カレラス：美郷真也（八雲美佳）[10]
- マックス・ヴァン・ディック：寿つかさ（蓮水ゆうや）[10]
- イザベラ／ベティ：鈴奈沙也[10]
- イザベラ：（鮎瀬美都）[10]
- ベティ：（*）[10]
- ミリー：彩苑ゆき（*）[10]
- ピーター・キャラウェイ：初嶺麿代（朋夏朱里）[10]
- アニータ：毬穂えりな（和音美桜）[10]
- ラモン／ジョン：夢大輝[10]
- ラモン：（麻音颯斗）[10]
- ジョン：（*）[10]
- デイヴ：貴羽右京（*）[10]
- パティ：美風舞良（*）[10]
- フランシスコ・アギラール：遼河はるひ（和涼華）[10]
- ヘンリー・メリル：月丘七央（*）[10]
- アルフォンゾ・リベラ：天羽珠紀（香翔なおと）[10]
- エレン・パーカー：紫城るい（咲花杏）[10]
- ビル・グラント：悠未ひろ（鳳翔大）[10]
- ニック：夏大海（*）[10]
- ホアキン：珠洲春希（彩羽真矢）[10]
- 市長：風莉じん（真央あきと）[10]
- テレサ：美羽あさひ（舞姫あゆみ）[10]
- ビョルン：十輝いりす（七海ひろき）[10]
- ハンス：七帆ひかる（凪七瑠海）[10]
- ナセール：和涼華（天玲美音）[10]
- ラ・パッショナリア：和音美桜（葉室ちあ理）[10]
- ファン：八雲美佳（天風いぶき）[10]
- タリック：早霧せいな（鳳樹いち）[10]
- ペドロ：春風弥里（咲真たかね）[10]
- エンリケ・ロメロ：凪七瑠海（澄輝さやと）[10]